# ناحیه ۵، شهرستان هارپر، کانزاس
ناحیه ۵، شهرستان هارپر، کانزاس (به انگلیسی: Township 5) یک منطقهٔ مسکونی در ایالات متحده آمریکا است که در شهرستان هارپر، کانزاس واقع شده‌است. ناحیه ۵ ۲۷۷٫۲۲ کیلومتر مربع مساحت و ۴۶۳ نفر جمعیت دارد و ۴۳۴ متر بالاتر از سطح دریا واقع شده‌است.